# 富士養鱒場

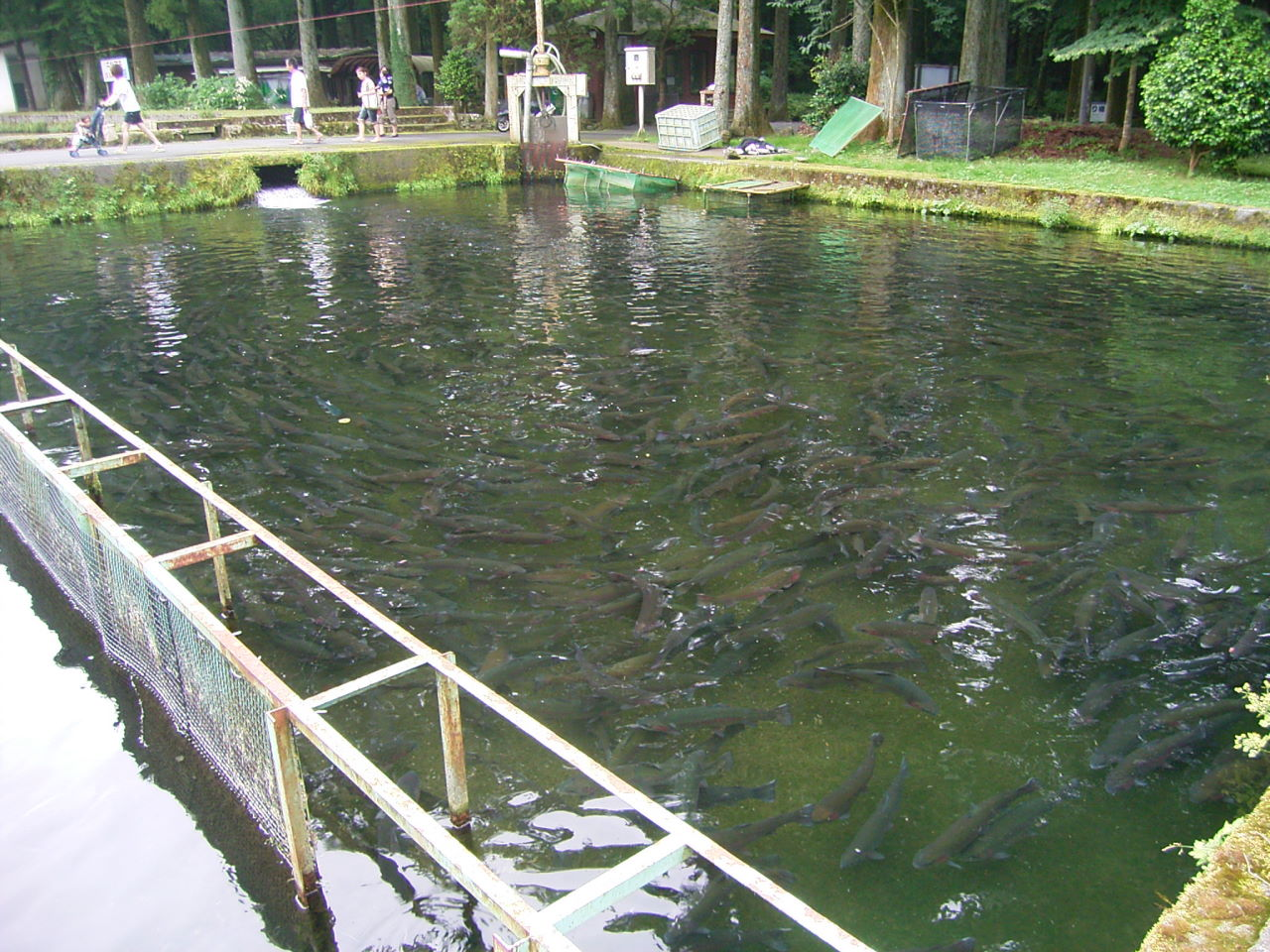
富士養鱒場(2008/7)

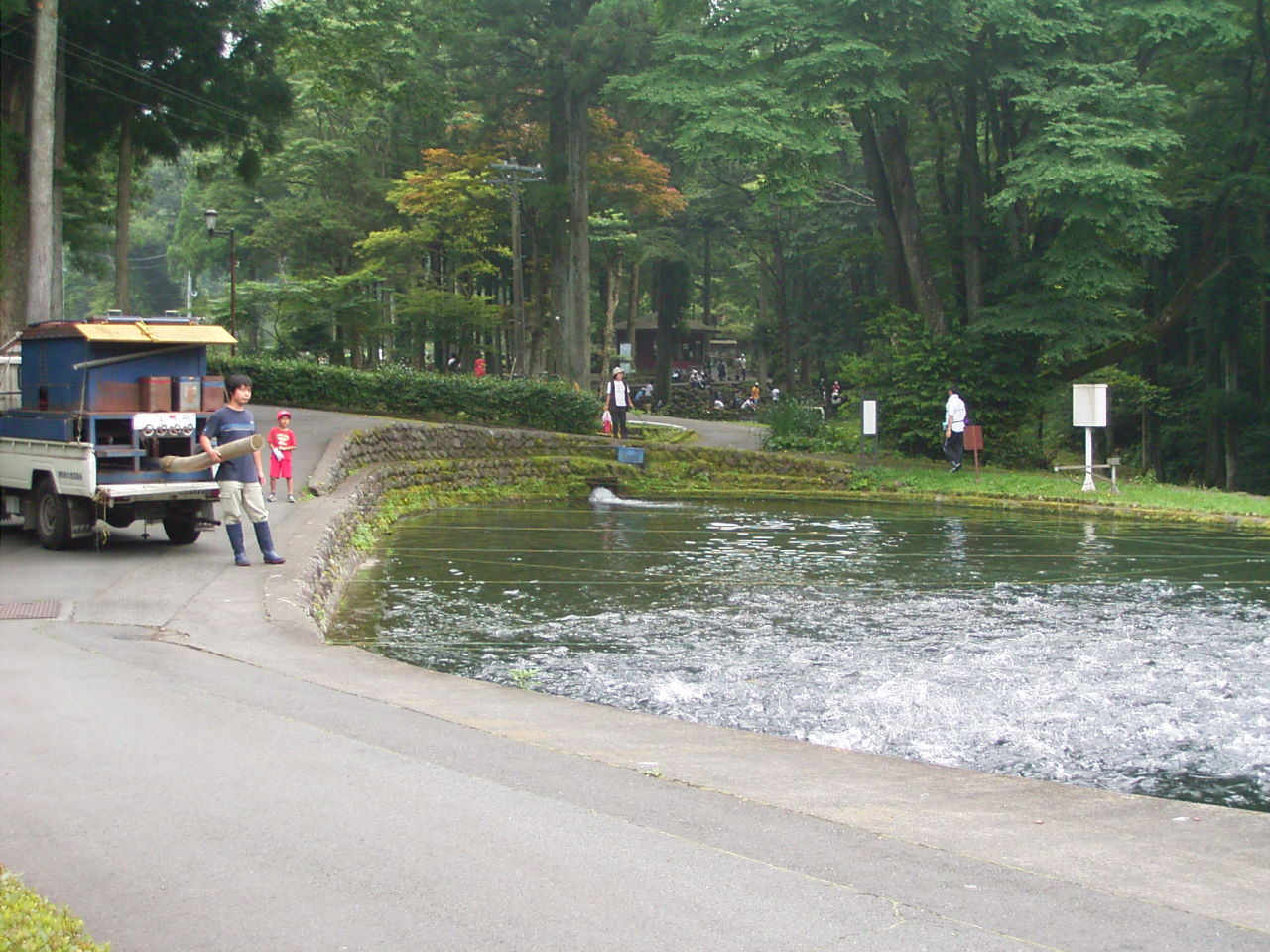
給餌風景(2008/7)

富士養鱒場（ふじようそんじょう）は、静岡県富士宮市猪之頭地区にある静岡県水産試験場である。正式名称は静岡県水産試験場富士養鱒場。

## 概要
1936年（昭和11年）に竣工。ニジマスを中心とした種苗の生産と供給を行ない、マス類の増養殖等に関する試験研究も行なっている。敷地面積は45,553m2である。
敷地内には釣り堀（有料制）があり、ニジマス釣りが楽しめる他、管理棟（本館）の1階には、ニジマスなどの淡水魚の飼育水槽やパネルなどの資料によるマス類に関する展示解説のコーナーがある。
また、隣接して、飲食店「鱒の家」があり、この養鱒場で養殖・飼育された新鮮なニジマスを使った様々な料理が味わえたが、2012年9月に閉店した。2013年6月に新たな民間業者への委託により再開したが、不採算により2014年に再度閉店した。

## 交通アクセス
- 富士宮駅よりタクシーで40分。なお、1日に数本、富士宮駅から猪之頭地区への路線バスの便がある。
- 駐車場は無料（30台）。

## 周辺観光地
- 朝霧高原
- 田貫湖
- 白糸の滝・音止めの滝
- 陣馬の滝
- 大石寺
- 富士山